# Franz Wehrstedt
Franz Wehrstedt (* 18. Juni 1899 in Eldena; † 2. Juli 1933 in Wieck) war ein deutscher Kommunist.

## Leben
Franz Wehrstedt entstammte einer Landarbeiterfamilie und musste schon als Kind auf einem Gutshof beim Unterhalt der Familie mithelfen. 1917 wurde er zum Militär eingezogen und kam im Ersten Weltkrieg zur schweren Feldartillerie nach Frankreich. Nach seiner Rückkehr aus dem Krieg schloss er sich in Eldena 1918 dem Landarbeiter-Verband an.
Während des Kapp-Putsches nahm Wehrstedt an einem siegreichen Gefecht der Landarbeiter gegen putschende Zeitfreiwillige bei Wusterhusen/Brünzow teil, das mit der Entwaffnung der Putschisten endete. Wehrstedt wurde von seinem Gutsherrn entlassen und auf dessen Anraten aus dem Landarbeiter-Verband ausgeschlossen. Er trat daraufhin in den Greifswalder „Industrieverband für das Baugewerbe“ ein und fand im Tiefbau sowie in der Forstwirtschaft Anstellung. 1924 wurde Wehrstedt in Greifswald Mitglied der KPD. 1925 war er Initiator der Gründung einer Ortsgruppe des Roten Frontkämpferbundes in Greifswald. 1927 gründete er die KPD-Ortsgruppe in Eldena. 1930 wurde er Mitglied des Kampfbundes gegen den Faschismus.
Am Morgen des 2. Juli 1933 schlugen der Eldenaer SA-Mann Bendt und ein weiterer SA-Mann den im Ryck angelnden Franz Wehrstedt mit einer Eisenstange bewusstlos und ertränkten ihn im Fluss. Der Mord blieb ungesühnt.

## Ehrungen
Nach 1945 wurde ein Weg in Eldena nach Franz Wehrstedt benannt und ein Gedenkstein errichtet. In Wusterhusen erinnert ein Gedenkstein an die Kämpfe während des Kapp-Putsches.